# Ma Se-geon
Ma Se-geon (hangul: 마세건;24 de janeiro de 1994) é um esgrimista sul-coreano, medalhista olímpico.

## Carreira
Sa-geon conquistou a medalha de bronze nos Jogos Olímpicos de Verão de 2020 em Tóquio ao lado de Park Sang-young, Song Jae-ho e Kweon Young-jun, após confronto contra os chineses Dong Chao, Lan Minghao e Wang Zijie na disputa de espada por equipes.